# Calicha chosenicola
Calicha chosenicola är en fjärilsart som beskrevs av Felix Bryk 1948. Calicha chosenicola ingår i släktet Calicha och familjen mätare. Inga underarter finns listade i Catalogue of Life.